# Джеміль Уфук Тогрул
Джеміль Уфук Тогрул (1972, Стамбул) — турецький дипломат. Генеральний консул Туреччини в Одесі (з 2015).

## Життєпис
Народився у 1972 році в Стамбулі. Закінчив Стамбульський університет за спеціальністю «міжнародні відносини».
З 1996 року — на дипломатичній службі в Міністерстві закордонних справ Туреччини. Працював в Албанії, Боснії і Герцеговині, Франції.
З 1 вересня 2015 по 4 липня 2018 рр. — Генеральний консул Туреччини в Одесі (Україна).